# District Botoșani (interbellum)
Het district Botoșani was een district van het koninkrijk Roemenië of Groot-Roemenië. De hoofdstad van het district was Botoșani. Later werd Botoșani samen met Dorohoi omgevormd tot het huidige district Botoșani.

## Ligging
Botoșani lag in het noordoosten van het koninkrijk, in de regio Moldavië. Dit district lag ongeveer in het zuiden van het tegenwoordige district Botoșani. Een klein stukje in het zuiden hoort nu bij Iași. Botoșani grensde in het westen aan Suceava en Baia, in het noorden aan Dorohoi, in het oosten aan Bălți en in het zuiden aan Iași.

## Bestuurlijke indeling
Het district Botoșani was weer onderverdeeld in drie bestuurlijke gebieden (plăși): Plasa Botoșani, Plasa Jijia en Plasa Siret.

## Bevolking
Volgens cijfers uit 1930 had het district in dat jaar 218.258 inwoners, waarvan 88,8% Roemenen, 9,0% Joden, en 2,2% van andere etnische groepen waren. Van deze mensen behoorde 89,4% tot de Roemeens-orthodoxe Kerk, 9,2% was Mozaïek, 0,7% was rooms-katholiek, enzovoort.

### Urbanisatie
In 1930 woonden er 50.320 mensen in de steden van Botoșani. Van dezen waren 64,9% Roemenen, 31,3% Joden, 0,9% Duitsers, enzovoorts. Van de mensen in de steden waren 64,5% Roemeens-orthodox, 32,3 Mozaïek, 2,1% rooms-katholiek, enzovoort.
Alba · Arad · Argeș · Bacău · Baia · Bălți · Bihor · Botoșani · Brăila · Brașov · Buzău · Cahul · Caliacra · Câmpulung · Caraș · Cernăuți · Cetatea-Albă · Ciuc · Cluj · Constanța · Covurlui · Dâmbovița · Dolj · Dorohoi · Durostor · Făgăraș · Fălciu · Gorj · Hotin · Hunedoara · Ialomița · Iași · Ilfov · Ismail · Lăpușna · Maramureș · Mehedinți · Mureș · Muscel · Năsăud · Neamț · Odorhei · Olt · Orhei · Prahova · Putna · Rădăuți · Râmnicu-Sărat · Roman · Romanați · Sălaj · Satu-Mare · Severin · Sibiu · Someș · Soroca · Storojineț · Suceava · Târnava-Mare · Târnava-Mică · Tecuci · Teleorman · Tighina · Timiș-Torontal · Trei-Scaune · Tulcea · Turda · Tutova · Vâlcea · Vaslui · Vlașca